# Heinrich Machens
Heinrich Machens (* 25. Januar 1919 in Hildesheim; † 17. Februar 2001) war Weihbischof im Bistum Hildesheim.

## Leben
Heinrich Machens wurde als Theologiestudent 1939 zum Kriegsdienst eingezogen und 1946 aus kanadischer Kriegsgefangenschaft entlassen. Am 13. März 1949 empfing er die Priesterweihe. Er wurde Kaplan und Religionslehrer und 1959 Diözesanjugendseelsorger. Von 1963 bis 1976 war er Pfarrer an der Kirche St. Josef (Holzminden) und von 1969 an auch Dechant des Dekanates Holzminden. Auf Vorschlag des Bischofs ernannte ihn Papst Paul VI. am 24. März 1976 zum Weihbischof in Hildesheim und Titularbischof von Bida. Der Bischof von Hildesheim, Heinrich Maria Janssen, spendete ihm am 7. Juni desselben Jahres die Bischofsweihe; Mitkonsekratoren waren Heinrich Pachowiak, Weihbischof in Hildesheim, und Hubertus Brandenburg, Weihbischof in Osnabrück.
Bischof Janssen ernannte Machens am 21. Juli 1976 zum Bischofsvikar und übertrug ihm u. a. die Verantwortung für die Gemeindekatechese und für die Vorbereitung und Begleitung der ständigen Diakone, der Gemeindereferentinnen und der Kommunionhelfer und Lektoren.
Am 11. Februar 1994 nahm Papst Johannes Paul II. seinen altersbedingten Rücktritt an.